# Miss World 1974
| Data:                | 22 listopada 1974                   |
| Kraj:                | Wielka Brytania                     |
| Miasto:              | Londyn                              |
| Gala finałowa:       | Royal Albert Hall                   |
| Liczba uczestniczek: | 58                                  |
| Zwyciężczyni:        | Anneline Kriel, Południowa Afryka   |
| Poprzedniczka:       | Marjorie Wallace, Stany Zjednoczone |
| Następczyni:         | Wilnelia Merced Cruz, Portoryko     |
| -------------------- | ----------------------------------- |

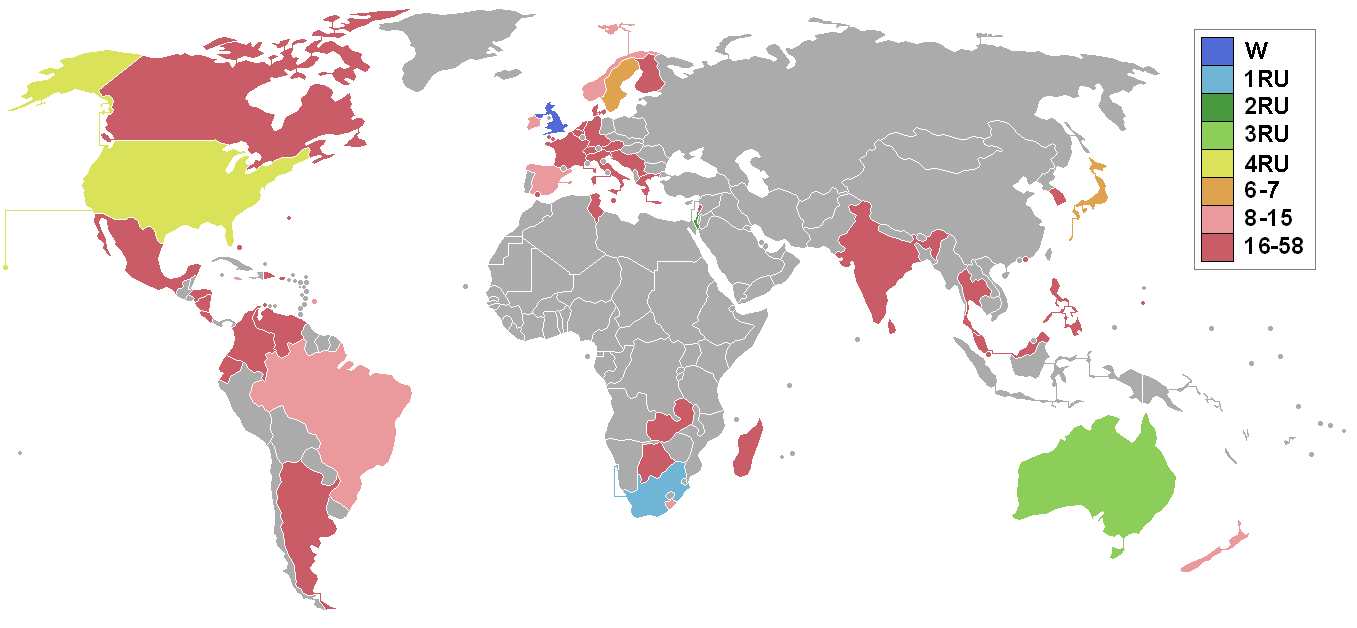
Kraje i terytoria, które wysłały delegacje oraz zajęte miejsce

Miss World 1974 – 24. wybory najpiękniejszej kobiety świata. Gala finałowa odbyła się 22 listopada 1974 r. w Royal Albert Hall w Londynie. Zwyciężyła Helen Morgan reprezentująca gospodarzy konkursu, zrezygnowała jednak 4 dni później, gdy odkryto, że ma ona dziecko. Obowiązki Miss World przejęła wówczas reprezentantka Południowej Afryki – Anneline Kriel.

## Wyniki
| Wyniki finału   | Uczestniczka/Uczestniczki |
| --------------- | --- |
| Miss World 1974 | - Wielka Brytania – Helen Morgan (zrezygnowała po 4 dniach) |
| 1. wicemiss     | - Południowa Afryka – Anneline Kriel · (przejęła obowiązki Miss World) |
| 2. wicemiss     | - Izrael – Lea Klain |
| 3. wicemiss     | - Australia – Gail Margaret Petith |
| 4. wicemiss     | - Stany Zjednoczone – Terry Ann Browning |
| 5. wicemiss     | - Szwecja – Jill Lindqvist |
| 6. wicemiss     | - Japonia – Chikako Shima |
| Półfinalistki   | - Barbados – Linda Yvonne Field - Brazylia – Mariza Sommer - Hiszpania – Natividad Rodríguez Fuentes - Irlandia – Julie Ann Farnham - Jamajka – Andrea Lyon - Norwegia – Torill Mariann Larsen - Nowa Zelandia – Sue Nicholson - Południowa Afryka – Evelyn Peggy Williams |

### Nagrody specjalne
- Miss Fotogeniczności: Jadranka Banjac  Jugosławia
- Miss Osobowości: Judy Denise Anita Dirkin  Hongkong

## Uczestniczki
- Argentyna – Sara Barberi
- Aruba – Esther Angeli Luisa Marugg
- Australia – Gail Margaret Petith
- Austria – Eveline Engleder
- Bahamy – Monique Betty Cooper
- Barbados – Linda Yvonne Field
- Belgia – Anne-Marie Sophie Sikorski
- Bermudy – Joyce Ann de Rosa
- Botswana – Rosemary Moleti
- Brazylia – Mariza Sommer
- Dania – Jane Moller
- Dominikana – Giselle Scanlon Grullón
- Ekwador – Silvia Aurora Jurado Estrada
- Filipiny – Agnes Benisano Rustia
- Finlandia – Merja Talvikki Ekman
- Francja – Edna Tepava
- Gibraltar – Patricia Orfila
- Grecja – Evgenia (Nia) Dafni
- Guam – Rosemary Pablo Laguna
- Guernsey – Gina Elizabeth Ann Atkinson
- Hiszpania – Natividad Rodríguez Fuentes
- Holandia – Gerarda (Gemma) Sophia Balm
- Honduras – Leslie Suez Ramirez
- Hongkong – Judy Denise Anita Dirkin
- Indie – Kiran Dholakia
- Irlandia – Julie Ann Farnham
- Izrael – Lea Klain
- Jamajka – Andrea Lyon
- Japonia – Chikako Shima
- Jersey – Christine Marjorie Sangan

- Jugosławia – Jadranka Banjac
- Kanada – Sandra Margaret Emily Campbell
- Kolumbia – Luz Maria Osorio Fernández
- Korea – Shim Kyoung-sook
- Kostaryka – Rose Marie Leprade Coto
- Liban – Gisèle Hachem
- Madagaskar – Raobelina Harisoa
- Malezja – Shirley Tan
- Malta – Mary Louis Elull
- Meksyk – Guadalupe del Carmen Elorriaga Valdéz
- RFN – Sabrina Erlmeier
- Nikaragua – Francis (Fanny) Duarte de León Tapia
- Norwegia – Torill Mariann Larsen
- Nowa Zelandia – Sue Nicholson
- Portoryko – Loyda Eunice Valle Blas Machado
- Singapur – Valerie Oh Choon Lian
- Południowa Afryka – Evelyn Peggy Williams 
 (w jęz. angielskim pod nazwą Africa South)
- Południowa Afryka – Anneline Kriel 
 (w jęz. angielskim pod nazwą South Africa)
- Sri Lanka – Vinodini Roshanara Jayskera
- Stany Zjednoczone – Terry Ann Browning
- Szwajcaria – Astrid Maria Angst
- Szwecja – Jill Lindqvist
- Tajlandia – Orn-Jir Chaisatra
- Tunezja – Zohra Kehlifi
- Wenezuela – Alicia Rivas Serrano
- Wielka Brytania – Helen Elizabeth Morgan
- Włochy – Zaira Zoccheddu
- Zambia – Christine Munkombwe

## Notatki dot. państw uczestniczących

### Debiuty
- Barbados
- Guernsey
- Jersey
- Zambia

### Powracające państwa i terytoria
Ostatnio uczestniczące w 1961:
- Madagaskar

Ostatnio uczestniczące w 1970:
- Dania

Ostatnio uczestniczące w 1971:
- Nikaragua
- Tunezja

Ostatnio uczestniczące w 1972:
- Ekwador
- Indie
- Kostaryka
- RFN

### Państwa i terytoria rezygnujące
- Islandia
- Luksemburg
- Mauritius
- Peru
- Portugalia
- Seszele
- Turcja